# Uiryeong-gun
Uiryeong-gun är en landskommun (gun) i den sydkoreanska provinsen Södra Gyeongsang. Kommunen har 27 518 invånare (2020). Den administrativa huvudorten är Uiryeong-eup.
Uiryeong-gun är känt för att vara platsen där polismannen Woo Bum-kon natten 26-27 april 1982 sköt och sprängde ihjäl 56 personer innan han tog sitt liv i den värsta icke-terroristmassakern av sitt slag någonsin.
Kommunen är indelad i en köping (eup) och tolv socknar (myeon):
Bongsu-myeon,
Burim-myeon,
Chilgok-myeon,
Daeui-myeon,
Garye-myeon,
Gungnyu-myeon,
Hwajeong-myeon,
Jeonggok-myeon,
Jijeong-myeon,
Nakseo-myeon,
Uiryeong-eup,
Yongdeok-myeon,
Yugok-myeon,